# Grand Prix of Monterey 2023
Der Grand Prix of Monterey 2023 (offiziell Firestone Grand Prix of Monterey) auf dem Kurs Laguna Seca Raceway fand am 10. September 2023 statt und ging über eine Distanz von 95 Runden à 3,602 km. Es war der 17. und letzte Lauf zur IndyCar Series 2023.

## Bericht
Weder eine Strafe in der Qualifikation noch eine Durchfahrtstrafe im Rennen konnten Scott Dixon aufhalten in Monterey. In der Startaufstellung musste Dixon von Startplatz fünft zurück auf Startplatz 11, nachdem unerlaubt der Motor im Auto von Chip Ganassi Racing gewechselt wurde. Im Rennen bekam er eine Durchfahrtsstrafe wegen einer Kollision in der Startrunde mit Rinus VeeKay (Ed Carpenter Racing). Doch einmal mehr hatte der Stratege des Teams, wie schon beim Gallagher Grand Prix und beim Rennen in Madison, richtig gerechnet mit den Boxenstopps und Dixon auf den ersten Rang nach vorne gelotst. Anfangs führte der aus der Pole Position gestartete Felix Rosenqvist (Arrow McLaren SP) das Rennen an. Bereits in der ersten Kurve nach dem Start gab es eine Kollision zwischen mehreren Fahrzeugen, dabei schied Graham Rahal (Rahal Letterman Lanigan Racing) aus. Kurz nach dem Restart übernahm Alex Palou (Chip Ganassi Racing) die Führung. Palou sicherte sich bereits vor einer Woche seinen zweiten IndyCar-Titel in Portland. Da das Rennen mit sechs Gelbphasen für insgesamt 35 Runden immer wieder unterbrochen war und teils ziemlich chaotisch verlief, fiel Palou nach der letzten Boxenstopp-Serie auf den dritten Platz zurück. Auf den zweiten Rang kam Scott McLaughlin (Team Penske) ins Ziel, er war anfangs verwickelt in die Kollision nach dem Start und fiel weit zurück. Mit guter Boxenstopp-Strategie und einer beherzten Fahrt kam er aber wieder nach vorne.
Für Chip Ganassi Racing endete die Saison auẞerordentlich erfolgreich mit dem Fahrertitel (Palou) und dem Vizetitel (Dixon). Dazu hat Marcus Armstrong den Titel Rookie of the Year gewonnen, obwohl er die fünf Oval-Rennen ausgelassen hatte. Mit dem dritten Platz in der Fahrer-Meisterschaft hatte Scott McLaughlin dem Team Penske die Saison gerettet. Sein Teamkollege und Indy-500-Sieger Josef Newgarden, der bis drei Rennen vor Saisonende noch um den Meistertitel kämpfte, wurde Gesamtfünfter. Der Vorjahresmeister Will Power (Team Penske) hatte ein eher schwieriges Jahr hinter sich und belegte hinter Marcus Ericsson den siebten Platz. Ericsson verlässt das Chip Ganassi Team in Richtung Andretti Autosport, wo Romain Grosjean nicht mehr erwünscht ist. Grosjean hatte bis zu diesem Zeitpunkt noch kein neues Team gefunden für die Saison 2024. Für Andretti Autosport verlief die Saison eher enttäuschend. Nur Kyle Kirkwood konnte überzeugen mit zwei Siegen in Long Beach und Nashville. In der Meisterschaft platzierte sich Kirkwood trotz den Siegen nur auf dem 11. Rang hinter Teamkollege Colton Herta, der in der Saison 2023 kein Rennen gewinnen konnte.

## Meldeliste
| Startnummer | Fahrer              | Team                                 | Motor     |
| ----------- | ------------------- | ------------------------------------ | --------- |
| 2           | Josef Newgarden     | Team Penske                          | Chevrolet |
| 3           | Scott McLaughlin    | Team Penske                          | Chevrolet |
| 5           | Patricio O’Ward     | Arrow McLaren SP                     | Chevrolet |
| 06          | Hélio Castroneves   | Meyer Shank Racing                   | Honda     |
| 6           | Felix Rosenqvist    | Arrow McLaren SP                     | Chevrolet |
| 7           | Alexander Rossi     | Arrow McLaren SP                     | Chevrolet |
| 8           | Marcus Ericsson     | Chip Ganassi Racing                  | Honda     |
| 9           | Scott Dixon         | Chip Ganassi Racing                  | Honda     |
| 10          | Alex Palou          | Chip Ganassi Racing                  | Honda     |
| 11          | Marcus Armstrong    | Chip Ganassi Racing                  | Honda     |
| 12          | Will Power          | Team Penske                          | Chevrolet |
| 14          | Santino Ferrucci    | A. J. Foyt Racing                    | Chevrolet |
| 15          | Graham Rahal        | Rahal Letterman Lanigan Racing       | Honda     |
| 18          | David Malukas       | Dale Coyne Racing / HMD Motorsports  | Honda     |
| 20          | Ryan Hunter-Reay    | Ed Carpenter Racing                  | Chevrolet |
| 21          | Rinus VeeKay        | Ed Carpenter Racing                  | Chevrolet |
| 26          | Colton Herta        | Andretti Autosport / Curb-Agajanian  | Honda     |
| 27          | Kyle Kirkwood       | Andretti Autosport                   | Honda     |
| 28          | Romain Grosjean     | Andretti Autosport                   | Honda     |
| 29          | Devlin DeFrancesco  | Andretti Steinbrenner Autosport      | Honda     |
| 30          | Jüri Vips           | Rahal Letterman Lanigan Racing       | Honda     |
| 45          | Christian Lundgaard | Rahal Letterman Lanigan Racing       | Honda     |
| 51          | Sting Ray Robb      | Dale Coyne Racing / Rick Ware Racing | Honda     |
| 55          | Benjamin Pedersen   | A. J. Foyt Racing                    | Chevrolet |
| 60          | Linus Lundqvist     | Meyer Shank Racing                   | Honda     |
| 77          | Callum Ilott        | Juncos Hollinger Racing              | Chevrolet |
| 78          | Agustín Canapino    | Juncos Hollinger Racing              | Chevrolet |

## Klassifikationen

### Freies Training 1
| Pos. | Nr. | Fahrer          | Team               | Motor     | Zeit     |
| ---- | --- | --------------- | ------------------ | --------- | -------- |
| 1    | 26  | Colton Herta    | Andretti Autosport | Honda     | 1:07.538 |
| 2    | 5   | Pato O’Ward     | Arrow McLaren SP   | Chevrolet | 1:07.591 |
| 3    | 7   | Alexander Rossi | Arrow McLaren SP   | Chevrolet | 1:07.633 |

### Freies Training 2
| Pos. | Nr. | Fahrer              | Team                           | Motor     | Zeit     |
| ---- | --- | ------------------- | ------------------------------ | --------- | -------- |
| 1    | 45  | Christian Lundgaard | Rahal Letterman Lanigan Racing | Honda     | 1:07.615 |
| 2    | 21  | Rinus VeeKay        | Ed Carpenter Racing            | Chevrolet | 1:07.654 |
| 3    | 10  | Alex Palou          | Chip Ganassi Racing            | Honda     | 1:07.799 |

### Qualifying
| Pos. | Nr. | Fahrer              | Team                                 | Motor     | Zeit       | Zeit       | Zeit       | Zeit       | Startplatz |
| Pos. | Nr. | Fahrer              | Team                                 | Motor     | Q1         | Q1         | Q2         | Q3         | Startplatz |
| Pos. | Nr. | Fahrer              | Team                                 | Motor     | Gruppe 1   | Gruppe 2   | Q2         | Q3         | Startplatz |
| ---- | --- | ------------------- | ------------------------------------ | --------- | ---------- | ---------- | ---------- | ---------- | ---------- |
| 1    | 6   | Felix Rosenqvist    | Arrow McLaren SP                     | Chevrolet | 01:07.2403 | N/A        | 01:06.7574 | 01:06.6416 | 1          |
| 2    | 3   | Scott McLaughlin    | Team Penske                          | Chevrolet | N/A        | 01:06.8761 | 01:06.5662 | 01:06.6513 | 2          |
| 3    | 45  | Christian Lundgaard | Rahal Letterman Lanigan Racing       | Honda     | N/A        | 01:06.8777 | 01:06.4610 | 01:06.7478 | 3          |
| 4    | 2   | Josef Newgarden     | Team Penske                          | Chevrolet | N/A        | 01:07.1254 | 01:06.7824 | 01:06.7937 | 4          |
| 5    | 9   | Scott Dixon         | Chip Ganassi Racing                  | Honda     | 01:07.0002 | N/A        | 01:06.7786 | 01:07.0171 | 11         |
| 6    | 10  | Alex Palou          | Chip Ganassi Racing                  | Honda     | N/A        | 01:07.1605 | 01:06.6158 | 01:07.2846 | 5          |
| 7    | 30  | Jüri Vips           | Rahal Letterman Lanigan Racing       | Honda     | 01:07.1305 | N/A        | 01:06.8300 | N/A        | 13         |
| 8    | 21  | Rinus VeeKay        | Ed Carpenter Racing                  | Chevrolet | 01:07.2675 | N/A        | 01:06.9172 | N/A        | 6          |
| 9    | 12  | Will Power          | Team Penske                          | Chevrolet | N/A        | 01:07.1686 | 01:06.9282 | N/A        | 7          |
| 10   | 28  | Romain Grosjean     | Andretti Autosport                   | Honda     | 01:07.0668 | N/A        | 01:07.1292 | N/A        | 8          |
| 11   | 14  | Santino Ferrucci    | A. J. Foyt Enterprises               | Chevrolet | 01:07.1470 | N/A        | 01:07.4479 | N/A        | 17         |
| 12   | 5   | Pato O’Ward         | Arrow McLaren SP                     | Chevrolet | N/A        | 01:06.8459 | 01:07.9392 | N/A        | 9          |
| 13   | 78  | Agustín Canapino    | Juncos Hollinger Racing              | Chevrolet | 01:07.4009 | N/A        | N/A        | N/A        | 19         |
| 14   | 15  | Graham Rahal        | Rahal Letterman Lanigan Racing       | Honda     | N/A        | 01:07.2323 | N/A        | N/A        | 10         |
| 15   | 26  | Colton Herta        | Andretti Autosport / Curb-Agajanian  | Honda     | 01:07.4666 | N/A        | N/A        | N/A        | 12         |
| 16   | 11  | Marcus Armstrong    | Chip Ganassi Racing                  | Honda     | N/A        | 01:07.3726 | N/A        | N/A        | 14         |
| 17   | 7   | Alexander Rossi     | Arrow McLaren SP                     | Chevrolet | 01:07.5425 | N/A        | N/A        | N/A        | 15         |
| 18   | 27  | Kyle Kirkwood       | Andretti Autosport                   | Honda     | N/A        | 01:07.4029 | N/A        | N/A        | 16         |
| 19   | 8   | Marcus Ericsson     | Chip Ganassi Racing                  | Honda     | 01:07.6149 | N/A        | N/A        | N/A        | 18         |
| 20   | 77  | Callum Ilott        | Juncos Hollinger Racing              | Chevrolet | N/A        | 01:07.5183 | N/A        | N/A        | 20         |
| 21   | 60  | Tom Blomqvist       | Meyer Shank Racing                   | Honda     | 01:07.7419 | N/A        | N/A        | N/A        | 21         |
| 22   | 18  | David Malukas       | Dale Coyne Racing / HMD Motorsports  | Honda     | N/A        | 01:07.7816 | N/A        | N/A        | 22         |
| 23   | 55  | Benjamin Pedersen   | A. J. Foyt Enterprises               | Chevrolet | 01:07.7583 | N/A        | N/A        | N/A        | 23         |
| 24   | 51  | Sting Ray Robb      | Dale Coyne Racing / Rick Ware Racing | Honda     | N/A        | 01:07.8639 | N/A        | N/A        | 24         |
| 25   | 20  | Ryan Hunter-Reay    | Ed Carpenter Racing                  | Chevrolet | 01:11.0620 | N/A        | N/A        | N/A        | 25         |
| 26   | 29  | Devlin DeFrancesco  | Andretti Steinbrenner Autosport      | Honda     | N/A        | 01:07.9083 | N/A        | N/A        | 26         |
| 27   | 06  | Hélio Castroneves   | Meyer Shank Racing                   | Honda     | N/A        | No Time    | N/A        | N/A        | 27         |

Note: Scott Dixon, Santino Ferucci, Jüri Vips und Augustín Canapino wurden sechs Startplätze zurück versetzt wegen unerlaubten Motorenwechsels.

### Endergebnis
| Pos. | Nr. | Fahrer                | Team                                 | Motor     | Runden | Zeit/Rückstand | Boxenstopps | Startplatz | Führungsrunden | Punkte |
| ---- | --- | --------------------- | ------------------------------------ | --------- | ------ | -------------- | ----------- | ---------- | -------------- | ------ |
| 1    | 9   | Scott Dixon           | Chip Ganassi Racing                  | Honda     | 95     | 2:17:41.6400   | 3           | 11         | 20             | 51     |
| 2    | 3   | Scott McLaughlin      | Team Penske                          | Chevrolet | 95     | 07.3180        | 4           | 2          |                | 40     |
| 3    | 10  | Alex Palou            | Chip Ganassi Racing                  | Honda     | 95     | 10.6111        | 2           | 5          | 51             | 38     |
| 4    | 12  | Will Power            | Team Penske                          | Chevrolet | 95     | 14.6669        | 4           | 7          |                | 32     |
| 5    | 77  | Callum Ilott          | Juncos Hollinger Racing              | Chevrolet | 95     | 21.1289        | 6           | 20         |                | 30     |
| 6    | 45  | Christian Lundgaard   | Rahal Letterman Lanigan Racing       | Honda     | 95     | 21.3750        | 5           | 3          |                | 28     |
| 7    | 7   | Alexander Rossi       | Arrow McLaren SP                     | Chevrolet | 95     | 22.2153        | 4           | 15         |                | 26     |
| 8    | 11  | Marcus Armstrong (R)  | Chip Ganassi Racing                  | Honda     | 95     | 27.1310        | 4           | 14         |                | 24     |
| 9    | 5   | Pato O’Ward           | Arrow McLaren SP                     | Chevrolet | 95     | 28.3907        | 3           | 9          | 15             | 23     |
| 10   | 20  | Ryan Hunter-Reay      | Ed Carpenter Racing                  | Chevrolet | 95     | 32.3407        | 3           | 25         |                | 20     |
| 11   | 28  | Romain Grosjean       | Andretti Autosport                   | Honda     | 95     | 39.0207        | 3           | 8          | 2              | 20     |
| 12   | 51  | Sting Ray Robb (R)    | Dale Coyne Racing / Rick Ware Racing | Honda     | 95     | 43.9875        | 3           | 24         |                | 18     |
| 13   | 06  | Hélio Castroneves     | Meyer Shank Racing                   | Honda     | 95     | 58.3175        | 4           | 27         |                | 17     |
| 14   | 78  | Agustín Canapino (R)  | Juncos Hollinger Racing              | Chevrolet | 95     | 1:01.1843      | 2           | 19         |                | 16     |
| 15   | 8   | Marcus Ericsson       | Chip Ganassi Racing                  | Honda     | 94     | 1 Rd.          | 5           | 18         |                | 15     |
| 16   | 55  | Benjamin Pedersen (R) | A. J. Foyt Enterprises               | Chevrolet | 94     | 1 Rd.          | 6           | 23         |                | 14     |
| 17   | 14  | Santino Ferrucci      | A. J. Foyt Enterprises               | Chevrolet | 94     | 1 Rd.          | 5           | 17         |                | 13     |
| 18   | 21  | Rinus VeeKay          | Ed Carpenter Racing                  | Chevrolet | 93     | 2 Rd.          | 5           | 6          |                | 12     |
| 19   | 6   | Felix Rosenqvist      | Arrow McLaren SP                     | Chevrolet | 93     | 2 Rd.          | 5           | 1          | 6              | 13     |
| 20   | 18  | David Malukas         | Dale Coyne Racing/ HMD Motorsports   | Honda     | 93     | 2 Rd.          | 5           | 22         |                | 10     |
| 21   | 2   | Josef Newgarden       | Team Penske                          | Chevrolet | 91     | 4 Rd.          | 9           | 4          |                | 9      |
| 22   | 29  | Devlin DeFrancesco    | Andretti Steinbrenner Autosport      | Honda     | 91     | 4 Rd.          | 4           | 26         |                | 8      |
| 23   | 26  | Colton Herta          | Andretti Autosport / Curb-Agajanian  | Honda     | 80     | Unfall         | 5           | 12         | 1              | 8      |
| 24   | 30  | Jüri Vips (R)         | Rahal Letterman Lanigan Racing       | Honda     | 71     | 24 Rd.         | 3           | 13         |                | 6      |
| 25   | 27  | Kyle Kirkwood         | Andretti Autosport                   | Honda     | 65     | 30 Rd.         | 3           | 16         |                | 5      |
| 26   | 60  | Tom Blomqvist (R)     | Meyer Shank Racing                   | Honda     | 61     | Unfall         | 2           | 21         |                | 5      |
| 27   | 15  | Graham Rahal          | Rahal Letterman Lanigan Racing       | Honda     | 0      | Unfall         | 0           | 10         |                | 5      |

(R)=Rookie / 6 Gelbphasen für insgesamt 35 Rd.

## Führungsrunden
| Fahrer           | Team                | Anzahl |
| ---------------- | ------------------- | ------ |
| Alex Palou       | Chip Ganassi Racing | 51     |
| Scott Dixon      | Chip Ganassi Racing | 20     |
| Pato O’Ward      | Arrow McLaren SP    | 15     |
| Felix Rosenqvist | Arrow McLaren SP    | 6      |
| Romain Grosjean  | Andretti Autosport  | 2      |
| Colton Herta     | Andretti Autosport  | 1      |